# Nieuw Archief voor Wiskunde
Het Nieuw Archief voor Wiskunde is een uitgave van het Koninklijk Wiskundig Genootschap en verschijnt vier keer per jaar.
Het tijdschrift richt zich op eenieder die zich beroepsmatig met wiskunde bezighoudt, als academisch of industrieel onderzoeker, student, leraar, journalist of beleidsmaker. Het stelt zich ten doel te berichten over ontwikkelingen in de wiskunde in het algemeen en in de Nederlandse wiskunde in het bijzonder.